# Caroline-Urteile
Das Privatleben der Caroline Prinzessin von Hannover, damals Caroline von Monaco, war häufig Thema der Berichterstattung durch die Boulevardpresse. Seit Beginn der 1990er Jahre ging die Prinzessin mit Hilfe von Anwälten, zunächst auf nationaler Ebene in Deutschland, konsequent gegen die Veröffentlichungen von Paparazzi-Fotografien aus ihrem Privatleben vor. Es kam zu mehreren Prozessen, die sich durch alle Instanzen bis zum Bundesgerichtshof, dem Bundesverfassungsgericht und dem Europäischen Gerichtshof für Menschenrechte zogen. Mehrere der Urteile werden als Caroline-Urteile bezeichnet.
Das vom Europäischen Gerichtshof für Menschenrechte 2004 gefällte Urteil brachte für die gesamte europäische Presse erhebliche Einschränkungen in den Möglichkeiten der Berichterstattung über Details aus dem Privatleben von Prominenten.

## Bundesgerichtshof 1995
BGH, VI ZR 15/95, 19. Dezember 1995
In diesem Verfahren hatte Prinzessin Caroline vor dem Landgericht Hamburg den Burda-Verlag verklagt, nachdem die Zeitschriften Freizeit Revue und Bunte in Deutschland und Frankreich mehrere Fotografien abgedruckt hatten, die sie alleine, und auch gemeinsam mit dem Schauspieler Vincent Lindon, ihren Kindern oder Unbeteiligten zeigten.
Das Landgericht gab der Klage insoweit statt, als es den Vertrieb in Frankreich anbelangte – bezüglich Deutschland wies es jedoch die Klage ab. Gegen dieses Urteil legten beide Parteien Berufung ein, wobei das Oberlandesgericht die Klage insgesamt abwies. Hiergegen legte die Prinzessin Revision vor dem Bundesgerichtshof ein.
Der BGH entschied, dass die Veröffentlichung der Bilder, auf denen die Prinzessin mit Vincent Lindon während des Besuches eines Gartenlokals zu sehen war, unzulässig gewesen sei, wohingegen die Veröffentlichung aller anderen Bilder nicht zu beanstanden sei. Das Gericht berief sich hierbei zunächst auf das Recht am eigenen Bild nach § 22 KunstUrhG (Gesetz betreffend das Urheberrecht an Werken der bildenden Künste und der Photographie), auch KUG genannt, nahm aber für den Großteil der Bilder an, dass ihre Veröffentlichung nach § 23 Abs. 1 KunstUrhG zulässig sei, da die Prinzessin eine Person der Zeitgeschichte sei.
Aus den Entscheidungsgründen:
„Für die Einordnung einer Person als absolut zeitgeschichtlich ist maßgebend, daß die öffentliche Meinung Bildwerke über sie als bedeutsam und um der dargestellten Person willen der Beachtung wert findet, der Allgemeinheit demgemäß ein durch ein echtes Informationsbedürfnis gerechtfertigtes Interesse an einer bildlichen Darstellung zuzubilligen ist (BGHZ 20, 345, 349 f.; 24, 200, 208; Senatsurteil vom 12. Dezember 1995 – VI ZR 223/94 – zur Veröffentlichung bestimmt). Dazu gehören vor allem Monarchen, Staatsoberhäupter sowie herausragende Politiker (vgl. KG JW 1928, 363 – Kaiser Wilhelm II.; AG Ahrensböck DJZ 1920, 596 – Reichspräsident Ebert und Reichswehrminister Noske; Senatsurteil vom 14. November 1995 – VI ZR 410/94 – Bundeskanzler – zur Veröffentlichung bestimmt; OLG München UFITA 41 [1964], 322 – Kanzlerkandidat).
Zu diesem Personenkreis zählt auch die Klägerin als ältere Schwester des regierenden Fürsten von Monaco. Davon ist sie selbst ausgegangen. Diese Auffassung liegt auch dem Senatsurteil vom 12. Dezember 1995 (a. a. O.) zugrunde.“
Leitsätze des Urteils
„1. Das Recht auf Achtung der Privatsphäre, zu dem auch das Recht, für sich allein zu sein, gehört, kann auch eine Person der Zeitgeschichte für sich in Anspruch nehmen.“
„2. Der Schutz der Privatsphäre, der sich auch auf die Veröffentlichung von Bildaufnahmen erstreckt, ist nicht auf den eigenen häuslichen Bereich beschränkt.“
„3. Außerhalb des eigenen Hauses kann eine schützenswerte Privatsphäre gegeben sein, wenn sich jemand in eine örtliche Abgeschiedenheit zurückgezogen hat, in der er objektiv erkennbar für sich allein sein will und in der er sich in der konkreten Situation im Vertrauen auf die Abgeschiedenheit so verhält, wie er es in der breiten Öffentlichkeit nicht tun würde“.
„In diesen Schutzbereich greift in unzulässiger Weise ein, wer Bilder veröffentlicht, die von dem Betroffenen in dieser Situation heimlich oder unter Ausnutzung einer Überrumpelung aufgenommen worden sind.“
„4. Im übrigen müssen absolute  Personen der Zeitgeschichte die Veröffentlichung von Bildaufnahmen von sich hinnehmen, auch wenn diese sie nicht bei der Wahrnehmung einer öffentlichen Funktion zeigen, sondern ihr Privatleben im weiteren Sinne betreffen.“

## Bundesverfassungsgericht 1999
BVerfG, 1 BvR 653/96, 15. Dezember 1999
Die Prinzessin klagte gegen das Urteil des BGH vor dem Bundesverfassungsgericht. Das Gericht entschied, dass der BGH bei den Bildern, die auch die Kinder der Prinzessin zeigten, „den das allgemeine Persönlichkeitsrecht (Art. 2 Abs. 1 i.V.m. Art. 1 Abs. 1 GG) verstärkenden Einfluss von Art. 6 GG (Schutz der Familie, Elternrecht) nicht berücksichtigt“ hätte und verwies die Klage in diesem Punkt zurück an den BGH. Hinsichtlich der fünf anderen Fotos wies das Gericht die Verfassungsbeschwerde jedoch ab.
Dieses Urteil galt als richtungsweisend, bis es 2004 vom Europäischen Gerichtshof für Menschenrechte mit der Europäischen Menschenrechtskonvention für unvereinbar erklärt wurde.
Leitsätze des Urteils
„1. Die von dem allgemeinen Persönlichkeitsrecht aus Art. 2 Abs. 1 in Verbindung mit Art. 1 Abs. 1 GG geschützte Privatsphäre ist nicht auf den häuslichen Bereich beschränkt. Der Einzelne muss grundsätzlich die Möglichkeit haben, sich auch an anderen, erkennbar abgeschiedenen Orten von Bildberichterstattung unbehelligt zu bewegen.“
„2. Das allgemeine Persönlichkeitsrecht ist nicht im Interesse einer Kommerzialisierung der eigenen Person gewährleistet. Der Schutz der Privatsphäre vor Abbildungen tritt zurück, soweit sich jemand selbst damit einverstanden zeigt, dass bestimmte, gewöhnlich als privat angesehene Angelegenheiten, öffentlich gemacht werden.“
„3. Der Schutzgehalt des allgemeinen Persönlichkeitsrechts von Eltern oder Elternteilen erfährt eine Verstärkung durch Art. 6 Abs. 1 und 2 GG, soweit es um die Veröffentlichung von Abbildungen geht, die die spezifisch elterliche Hinwendung zu den Kindern zum Gegenstand haben.“
„4. Die in Art. 5 Abs. 1 Satz 2 GG enthaltene Gewährleistung der Pressefreiheit umfasst auch unterhaltende Publikationen und Beiträge sowie deren Bebilderung. Das gilt grundsätzlich auch für die Veröffentlichung von Bildern, die Personen des öffentlichen Lebens in alltäglichen oder privaten Zusammenhängen zeigen.“

## Europäischer Gerichtshof für Menschenrechte 2004 (Kleine Kammer)
EGMR, Beschwerde-Nr. 59320/00, 24. Juni 2004 (EGMR NJW 2004, 2647 ff.)
Prinzessin Caroline wollte das Urteil nicht hinnehmen und rief den Europäischen Gerichtshof für Menschenrechte an.
Der Europäische Gerichtshof für Menschenrechte entschied letztinstanzlich, dass durch die Veröffentlichung der Bilder das Recht auf Achtung des Privatlebens (Art. 8 der Europäischen Menschenrechtskonvention) verletzt worden sei.
Der sich daraus ergebende Anspruch auf Schadensersatz wurde außergerichtlich vereinbart. Die deutsche Bundesregierung zahlte Caroline im Jahre 2005 Schadensersatz wegen nicht ausreichenden Schutzes durch die deutschen Gerichte und zusätzlich eine Kostenerstattung. Insgesamt belief sich die Zahlung auf 115.000 €.
Aus der Urteilszusammenfassung
„Die Freiheit der Meinungsäußerung gilt zwar auch für die Veröffentlichung von Fotos, doch in diesem Bereich kommt dem Schutz des guten Rufs und der Rechte anderer besondere Bedeutung zu, da es hier nicht um die Verbreitung von „Ideen“ geht, sondern von Bildern, die sehr persönliche oder sogar intime Informationen über einen Menschen enthalten. Außerdem werden die in der Boulevardpresse veröffentlichten Fotos oftmals unter Bedingungen gemacht, die einer ständigen Belästigung gleichkommen und von der betroffenen Person als Eindringen in ihr Privatleben, wenn nicht sogar als Verfolgung empfunden werden.“
„Das entscheidende Kriterium für die Abwägung zwischen Schutz des Privatlebens einerseits und Freiheit der Meinungsäußerung andererseits besteht nach Ansicht des Gerichtshof[s] darin, inwieweit die veröffentlichten Fotos zu einer Debatte beitragen, für die ein Allgemeininteresse geltend gemacht werden kann. Im vorliegenden Fall handelt es sich um Fotos aus dem Alltagsleben von Caroline von Hannover, um Fotos also, die sie bei rein privaten Tätigkeiten zeigen. Der Gerichtshof nimmt diesbezüglich zur Kenntnis, in welchem Zusammenhang die Fotos gemacht wurden, nämlich ohne Wissen der Beschwerdeführerin, ohne ihre Einwilligung und zuweilen auch heimlich. Diese Fotos können nicht als Beitrag zu einer Debatte von allgemeinem öffentlichem Interesse angesehen werden, da die Beschwerdeführerin dabei kein öffentliches Amt ausübt und die strittigen Fotos und Artikel ausschließlich Einzelheiten ihres Privatlebens betreffen.“
„Ferner mag die Öffentlichkeit zwar ein Recht darauf haben, informiert zu werden, ein Recht, das sich unter besonderen Umständen auch auf das Privatleben von Persönlichkeiten des öffentlichen Lebens erstrecken kann, im vorliegenden Fall ist ein solches Recht jedoch nicht gegeben. Nach Auffassung des Gerichtshofs kann die Öffentlichkeit kein legitimes Interesse daran geltend machen zu erfahren, wo Caroline von Hannover sich aufhält und wie sie sich allgemein in ihrem Privatleben verhält, auch wenn sie sich an Orte begibt, die nicht immer als abgeschieden bezeichnet werden können, und auch wenn sie eine weithin bekannte Persönlichkeit ist. Und selbst wenn ein solches Interesse der Öffentlichkeit besteht, ebenso wie ein kommerzielles Interesse der Zeitschriften, die die Fotos und die Artikel veröffentlichen, so haben diese Interessen nach Ansicht des Gerichtshofs im vorliegenden Fall hinter dem Recht der Beschwerdeführerin auf wirksamen Schutz ihres Privatlebens zurückzutreten.“

## Auswirkungen
Matthias Prinz, der Rechtsanwalt von Prinzessin Caroline, freute sich über die Entscheidung und sagte: „Es war ganz entscheidend, hier mehr Freiraum zu schaffen. Wir haben dafür zu sorgen, dass die Garantie der Privatsphäre, die die Europäische Menschenrechtskonvention jedem europäischen Bürger bietet, für jeden gilt. Für alle Bürger, auch wenn sie prominenter sind“.
Die gesamte europäische Presse, insbesondere die Boulevardblätter, zeigten sich bestürzt und die Frankfurter Allgemeine Zeitung titelte am selben Tag sogar „Europas Richter hebeln die Pressefreiheit aus“. Auch in größeren Teilen der Rechtswissenschaft wurde das Urteil stark kritisiert – es wird befürchtet, dass nun die sog. Boulevard-Berichterstattung eingeschränkt werden könnte, wenn das öffentliche Informationsinteresse nun jeweils auf eine seriöse Debatte zurückzuführen sein müsste. Andererseits hätten Urteile des EGMR nur den Rang eines einfachen nationalen Gesetzes.
Die Befürchtungen der Boulevardpresse, der Europäische Gerichtshof für Menschenrechte hätte den Weg bereitet für eine weitgehende Zensur der Massenmedien, bewahrheiteten sich letztlich nicht. Es kam aber zu einer deutlichen Abnahme von Paparazzi-Bildern in den Medien. Der Anwalt der Klägerin sagte später dazu: „Die Fotos, die wir in den letzten Jahren jedes Jahr gesehen haben, die völlig inhaltslos sind, also wenn Sie immer wieder dieselben Mandanten von uns in immer wieder denselben Badehosen, denselben Bikinis aufs Neue am Strand entlanggehen sehen, wo wirklich gar keine Aussage mehr da ist, von diesen Bildern haben wir dieses Jahr weniger gesehen, denn die sind nun wirklich überhaupt nicht mehr zu rechtfertigen.“
Andererseits wurde auch die Veröffentlichung bislang als legitim geltender Aufnahmen erschwert oder unmöglich gemacht, so zum Beispiel im Fall des Manager Magazins, das über die Unternehmensgruppe Merckle (ratiopharm) berichtet hatte: Beim Tag der Offenen Tür, zu dem auch Journalisten zugelassen waren, hatten Reporter des Magazins auch Bilder von Ludwig Merckle gemacht. Merckle klagte jedoch gegen die Veröffentlichung und bekam Recht.
Konkret hat das Urteil des EGMR von 2004 letztlich dazu geführt, dass der Bundesgerichtshof das Konzept der absoluten und relativen Personen der Zeitgeschichte in seiner Entscheidung vom 6. März 2007, die drei Unterlassungsklagen Caroline von Hannovers gegen zwei Zeitschriften zusammenfasste, revidiert hat. An die Stelle feststehender Voraussetzungen tritt nun jeweils eine Einzelfallentscheidung, ob eine Abbildung als zeitgeschichtlich relevant gilt. Diese Auffassung des BGH hat das Bundesverfassungsgericht mit Beschluss vom 26. Februar 2008 als mit der Verfassung vereinbar bestätigt.

## Europäischer Gerichtshof für Menschenrechte (Große Kammer), Urteile vom 7. Februar 2012
EGMR, Große Kammer, Urteil vom 7. Februar 2012, Az. 40660/08 und 60641/08 (Von Hannover II)
EGMR, Große Kammer, Urteil vom 7. Februar 2012 (Axel Springer AG), Az. 39954/08
Diese Ergebnisse der jüngeren deutschen Rechtsprechung hat der EGMR (Große Kammer) in einem Urteil vom 7. Februar 2012 bestätigt. Dabei betonte er, dass ein öffentliches Informationsinteresse nach den Umständen des Einzelfalles auch an Sportthemen oder ausübenden Künstlern bestehen könne, nicht aber bei mutmaßlichen Eheproblemen eines Staatspräsidenten oder bei Geldsorgen eines bekannten Sängers. Die Krankheit des regierenden Fürsten von Monaco habe als Ereignis aus dem Bereich der Zeitgeschichte angesehen werden dürfen. Im Allgemeinen gelte, dass der Öffentlichkeit unbekannte Personen eines stärkeren Schutzes bedürfen als der Öffentlichkeit bekannte Personen. Auch stellte der EGMR fest, dass Caroline und Ernst August von Hannover Personen des öffentlichen Lebens sind.
In einem Parallelverfahren hatte der EGMR über die Zulässigkeit einer Berichterstattung über den Drogenkonsum eines deutschen Schauspielers zu entscheiden. Dabei betonte er, dass das öffentliche Interesse an der Berichterstattung über Strafverfahren unterschiedlich stark ausgeprägt sein könne. Als Abwägungskriterien dienten bei dieser Frage u. a. die Bekanntheit und das vorangegangene Verhalten der Person, die Schwere und Art der Tat, der Umstand der Festnahme, die Methode der Informationsgewinnung, die Wahrheit der Information und der Umstand, ob diese Tatsachen bereits öffentlich bekannt waren. In diesem Fall sei die Berichterstattung nicht reißerisch oder herabwürdigend, sondern korrekt gewesen, die Verhaftung habe öffentlich stattgefunden und sei von den Ermittlungsbehörden bestätigt worden und der Schauspieler habe bereits zuvor mit vielen Interviews die Öffentlichkeit gesucht und dabei auch ein früheres Drogendelikt eingestanden.
Die beiden jüngsten Urteile werden aus rechtswissenschaftlicher Perspektive zwar grundsätzlich begrüßt, gleichzeitig aber auch kritisiert, weil der EGMR die sogenannte „bloße Unterhaltung“ nach wie vor tabuisiert und bei der Frage nach dem öffentlichen Informationsinteresse hinsichtlich unterhaltender Medienberichte nicht die empirischen Erkenntnisse der Kommunikationswissenschaft beachtet. Gleichzeitig werde die Meinungs- und Pressefreiheit durch diese normative Bestimmung des Informationswertes von Medienberichten höchst subjektiven Erwägungen der Richter preisgegeben, was dem Gebot staatlicher Neutralität widerspreche.